# Leicester Falcons
I Leicester Falcons sono una squadra di football americano di Quorn, in Inghilterra, fondata nel 2006. Hanno vinto un campionato britannico di secondo livello e uno di terzo livello (validi anche come BritBowl di categoria).

## Dettaglio stagioni

### Tornei nazionali

#### Campionato

##### BAFA NL Premiership
| Stagione | regular season | regular season | regular season | regular season | regular season | regular season | playoff | playoff | playoff | playoff | playoff | playoff   | playoff    |
|          | Vin            | Par            | Per            | Tot            | PF             | PS             | Vin     | Per     | Tot     | PF      | PS      | risultato | avversaria |
| -------- | -------------- | -------------- | -------------- | -------------- | -------------- | -------------- | ------- | ------- | ------- | ------- | ------- | --------- | ---------- |
| 2019     | 3              | 0              | 7              | 10             | 146            | 258            | -       | -       | -       | -       | -       | -         | -          |
| Totale   | 3              | 0              | 7              | 10             | 146            | 258            | -       | -       | -       | -       | -       |           |            |

Fonti: Enciclopedia del Football - A cura di Massimo Mezzetti

##### BAFA NL National/BAFA NL Division One
| Stagione | regular season | regular season | regular season | regular season | regular season | regular season | playoff | playoff | playoff | playoff | playoff | playoff    | playoff               |
|          | Vin            | Par            | Per            | Tot            | PF             | PS             | Vin     | Per     | Tot     | PF      | PS      | risultato  | avversaria            |
| -------- | -------------- | -------------- | -------------- | -------------- | -------------- | -------------- | ------- | ------- | ------- | ------- | ------- | ---------- | --------------------- |
| 2014     | 3              | 1              | 6              | 10             | 142            | 202            | -       | -       | -       | -       | -       | -          | -                     |
| 2017     | 9              | 0              | 1              | 10             | 353            | 80             | 1       | 1       | 2       | 48      | 35      | Semifinale | Manchester Titans     |
| 2018     | 10             | 0              | 0              | 10             | 376            | 62             | 3       | 0       | 3       | 95      | 44      | Campioni   | Kent Exiles           |
| 2022     | 10             | 0              | 0              | 10             | 422            | 84             | 1       | 1       | 2       | 65      | 48      | Semifinale | East Kilbride Pirates |
| Totale   | 32             | 1              | 7              | 40             | 1293           | 428            | 5       | 2       | 7       | 208     | 127     |            |                       |

Fonti: Enciclopedia del Football - A cura di Massimo Mezzetti

##### NWFL Division One
| Stagione | regular season | regular season | regular season | regular season | regular season | regular season | playoff | playoff | playoff | playoff | playoff | playoff      | playoff                 |
|          | Vin            | Par            | Per            | Tot            | PF             | PS             | Vin     | Per     | Tot     | PF      | PS      | risultato    | avversaria              |
| -------- | -------------- | -------------- | -------------- | -------------- | -------------- | -------------- | ------- | ------- | ------- | ------- | ------- | ------------ | ----------------------- |
| 2022     | 6              | 0              | 2              | 8              | 139            | 73             | 0       | 2       | 2       | 33      | 52      | Quarto posto | Portsmouth Dreadnoughts |
| Totale   | 6              | 0              | 2              | 8              | 139            | 73             | 0       | 2       | 2       | 33      | 52      |              |                         |

Fonti: Enciclopedia del Football - A cura di Massimo Mezzetti

##### BAFA NL Division Two
| Stagione | regular season | regular season | regular season | regular season | regular season | regular season | playoff | playoff | playoff | playoff | playoff | playoff                      | playoff           |
|          | Vin            | Par            | Per            | Tot            | PF             | PS             | Vin     | Per     | Tot     | PF      | PS      | risultato                    | avversaria        |
| -------- | -------------- | -------------- | -------------- | -------------- | -------------- | -------------- | ------- | ------- | ------- | ------- | ------- | ---------------------------- | ----------------- |
| 2015     | 7              | 0              | 3              | 10             | 334            | 151            | 0       | 1       | 1       | 6       | 21      | Quarti di finale             | Sandwell Steelers |
| 2016     | 10             | 0              | 0              | 10             | 497            | 21             | 3       | 0       | 3       | 156     | 29      | Campioni Northern Conference | Newcastle Vikings |
| Totale   | 17             | 0              | 3              | 20             | 831            | 172            | 3       | 1       | 4       | 162     | 50      |                              |                   |

Fonti: Enciclopedia del Football - A cura di Massimo Mezzetti

### Riepilogo fasi finali disputate
| Anno              | Luogo            | Evento               | Fase del torneo            | Incontro                                    | Risultato |
| 23 agosto 2015    |                  | BAFA NL Division Two | Quarti di finale           | Sandwell Steelers - Leicester Falcons       | 21 - 6    |
| 11 settembre 2016 |                  | BAFA NL Division Two | Finale Northern Conference | Leicester Falcons - Newcastle Vikings       | 36 - 0    |
| 13 agosto 2017    |                  | BAFA NL Division One | Semifinale                 | Leicester Falcons - Manchester Titans       | 21 - 27   |
| 9 settembre 2018  |                  | BAFA NL Division One | Finale                     | Leicester Falcons - Kent Exiles             | 36 - 29   |
| 21 agosto 2022    |                  | BAFA NL Division One | Semifinale                 | Leicester Falcons - East Kilbride Pirates   | 21 - 29   |
| 10 settembre 2022 | Upton-by-Chester | NWFL Division One    | Finale 3º - 4º posto       | Leicester Falcons - Portsmouth Dreadnoughts | 21 - 27   |

## Palmarès
- 1 BritBowl di 2º livello (2018)
- 1 Titolo britannico di 2º livello (2018)
- 1 BritBowl di 3º livello (2009)
- 1 Titolo britannico di 3º livello (2009)